# Supercopa de España de rugby
La Supercopa de España es la tercera competición española en importancia.
La disputan el campeón de la Liga y el de la Copa del Rey de la temporada anterior. En el caso de que un mismo equipo ganase ambas competiciones, la disputa el subcampeón de la Copa del Rey.
Se ha venido disputando de dos maneras: o bien a partido único en campo neutral, o bien contabilizándose los resultados entre ambos equipos en la Liga de esa temporada. A partir de la temporada 2010, se disputa a partido único. La correspondiente a 2022 volvió a disputarse excepcionalmente a doble partido contabilizando los resultados de la Liga.
En 1983 se disputó una Supercopa que no tuvo continuidad y que fue ganada por el FC Barcelona.

## Historial
Se indican en cursiva las ediciones que no se consideran oficiales.
| Ed.           | Temporada | Campeón                   | Res.  | Subcampeón                | Sede'                                |
| ------------- | --------- | ------------------------- | ----- | ------------------------- | ------------------------------------ |
|               | 1983      | F. C. Barcelona           | 9-6   | Rugby Club Valencia       | Orcasitas                            |
| No se disputó |           |                           |       |                           |                                      |
| I             | 2003      | Cetransa El Salvador      | 23-19 | C.R. Complutense          | Valladolid                           |
| II            | 2004      | Cetransa El Salvador      | 36-13 | Bera Bera R.T.            | Valladolid                           |
| III           | 2005      | Cetransa El Salvador      | 71-40 | UE Santboiana             | Valladolid/San Baudilio de Llobregat |
| IV            | 2006      | Cetransa El Salvador      | 71-25 | UE Santboiana             | Valladolid/San Baudilio de Llobregat |
| V             | 2007      | Cetransa El Salvador      | 58-32 | UE Santboiana             | Valladolid/San Baudilio de Llobregat |
| VI            | 2008      | CRC Madrid                | 36-35 | Cetransa El Salvador      | Madrid/Valladolid                    |
| VII           | 2009      | CRC Madrid                | 43-39 | Cajasol Ciencias          | Madrid/Sevilla                       |
| VIII          | 2010      | VRAC Quesos Entrepinares  | 13-8  | Cetransa El Salvador      | Valladolid                           |
| IX            | 2011      | C.R. La Vila              | 24-10 | Cetransa El Salvador      | Madrid                               |
| X             | 2012      | VRAC Quesos Entrepinares  | 26-13 | AMPO Ordizia R.E.         | Palencia                             |
| XI            | 2013      | VRAC Quesos Entrepinares  | 14-3  | AMPO Ordizia R.E.         | Villafranca de Ordizia               |
| XII           | 2014      | VRAC Quesos Entrepinares  | 18-16 | Bathco Independiente R.C. | Valladolid                           |
| XIII          | 2015      | VRAC Quesos Entrepinares  | 24-21 | C.R. Complutense Cisneros | Madrid                               |
| XIV           | 2016      | VRAC Quesos Entrepinares  | 17-14 | SilverStorm El Salvador   | Valladolid                           |
| XV            | 2017      | VRAC Quesos Entrepinares  | 46-23 | UE Santboiana             | Valladolid                           |
| XVI           | 2018      | SilverStorm El Salvador   | 24-22 | VRAC Quesos Entrepinares  | Valladolid                           |
| XVII          | 2019      | VRAC Quesos Entrepinares  | 33-18 | Lexus Alcobendas Rugby    | Valladolid                           |
| No se disputó |           |                           |       |                           |                                      |
| XVIII         | 2021      | Lexus Alcobendas Rugby    | 18-13 | VRAC Quesos Entrepinares  | Valladolid                           |
| XIX           | 2022      | UE Santboiana             | 46-41 | SilverStorm El Salvador   | San Baudilio de Llobregat/Valladolid |
| XX            | 2023      | Aparejadores Rugby Burgos | 30-27 | VRAC Quesos Entrepinares  | Valladolid                           |
| XXI           | 2024      | Aparejadores Rugby Burgos | 38-28 | VRAC Quesos Entrepinares  | Palencia                             |

### Palmarés
| Equipo                    | Títulos | Subcamp. | Años campeonatos                               |
| ------------------------- | ------- | -------- | ---------------------------------------------- |
| VRAC Quesos Entrepinares  | 8       | 4        | 2010, 2012, 2013, 2014, 2015, 2016, 2017, 2019 |
| El Salvador Rugby         | 6       | 5        | 2003, 2004, 2005, 2006, 2007, 2018             |
| CRC Pozuelo               | 2       | -        | 2008, 2009                                     |
| Aparejadores Rugby Burgos | 2       | -        | 2023, 2024                                     |
| UE Santboiana             | 1       | 4        | 2022                                           |
| Silicius Alcobendas Rugby | 1       | 1        | 2021                                           |
| C.R. La Vila              | 1       | -        | 2011                                           |
| AMPO Ordizia R.E.         | -       | 2        |                                                |
| C.R. Complutense Cisneros | -       | 2        |                                                |
| Bera Bera R.T.            | -       | 1        |                                                |
| Real Ciencias             | -       | 1        |                                                |
| Independiente R.C.        | -       | 1        |                                                |